# David Schofield
Pour les articles homonymes, voir Schofield (homonymie).
David Schofield, né le 16 décembre 1951 à Wythenshawe, Manchester, Angleterre, est un acteur britannique.
Il a notamment interprété le rôle du sénateur Falco dans Gladiator et celui de Mercer dans la saga Pirates des Caraïbes.

## Biographie
David Schofield est né en 16 décembre 1951 à Manchester, Angleterre.

### Vie privée
Il est marié à Lally Percy depuis 1980. Ils ont deux enfants, Fred et Blanche Schofield.

## Filmographie

### Cinéma

#### Longs métrages
- 1980 : Les Chiens de guerre (The Dogs of War) de John Irvin : L'homme d'Endean
- 1981 : Le Loup-garou de Londres (An American Werewolf in London) de John Landis : Le joueur de fléchettes
- 1989 : Tree of Hands de Giles Foster : L'inspecteur
- 1992 : Le Dernier des Mohicans (The Last of the Mohicans) de Michael Mann : Le sergent major
- 1997 : Anna Karénine (Anna Karenina) de Bernard Rose : Nikolai
- 1997 : Le policier de Tanger (Tangier Cop) de Stephen Whittaker : Omar Larbi
- 1999 : Il était une fois Jésus (The Miracle Maker) de Stanislav Sokolov et Derek Hayes : Caïphe (voix)
- 2000 : Gladiator de Ridley Scott : Falco
- 2001 : D'Artagnan (The Musketeer) de Peter Hyams : Rochefort
- 2001 : From Hell d'Albert et Allen Hughes : McQueen
- 2001 : Chunky Monkey de Greg Cruttwell : Frank
- 2001 : Superstition de Kenneth Hope : Roberto Fallaci
- 2004 : Indestructible (Unstoppable) de David Carson : Dr Collins
- 2006 : Pirates des Caraïbes : Le Secret du coffre maudit (Pirates of the Caribbean : Dead Man's Chest) de Gore Verbinski : Mercer
- 2007 : Pirates des Caraïbes : Jusqu'au bout du monde (Pirates of the Caribbean: At World's End) de Gore Verbinski : Mercer
- 2008 : Walkyrie (Valkyrie) de Bryan Singer : Erwin von Witzleben
- 2010 : Wolfman de Joe Johnston : Constable Nye
- 2010 : Cadavres à la pelle (Burke and Hare) de John Landis : Fergus
- 2010 : F de Johannes Roberts : Robert Anderson
- 2010 : Devil's Bridge de Chris Crow : Parry
- 2011 : Ghosted de Craig Viveiros : Donner
- 2013 : Last Passenger d'Omid Nooshin : Peter Carmichael
- 2013 : Deadly Game (All Things to All Men) de George Isaac : Le commissaire
- 2013 : Lord of Tears de Lawrie Brewster : L'homme hibou
- 2016 : Mindhorn de Sean Foley : Chef Derek Newsome
- 2017 : Les Heures Sombres (Darkest Hour) de Joe Wright : Clement Atlee
- 2018 : Marie Madeleine (Mary Magdalene) de Garth Davis : Thomas
- 2020 : Six Minutes to Midnight d'Andy Goddard : Colonel Smith
- 2022 : Mad Heidi de Johannes Hartmann et Sandro Klopfstein : Alpöhi

#### Courts métrages
- 1993 : The Crane de Phil O'Shea : Le prédicateur
- 2001 : The Red Peppers de Dominic Santana : George Pepper
- 2011 : The Bride of Vernon de Calvin Dyson : Fritz (voix)
- 2012 : Him Indoors de Paul Davis : Le juge (voix)
- 2013 : One Day in Hell de Timothy Hart : John
- 2014 : Air d'Emma Maclennan : Le ministre
- 2015 : Caring for the Recently Deceased d'Henry Davies : Père Osterman
- 2018 : Mad Bob de Michael Wilson : Glen
- 2018 : The Bind de Caroline Bartleet : Patrick
- 2024 : Dangerous Romance de Daisy Jacobs : Le père

### Télévision

#### Séries télévisées
- 1972 : Z-Cars : Un homme
- 1976 : Chapeau melon et bottes de cuir (The Avengers) : Ben
- 1976 : Softly Softly: Task Force : Edward Foster
- 1977 : Rock Follies of '77 : Eddie
- 1977 : ITV Playhouse : Pete
- 1979 : Kids : Peter Judd
- 1981 : Funny Man : Davey Gibson
- 1983 : Shackleton : Sir Ernest Shackleton
- 1983 : Studio : Manville
- 1985 : Mozart - His Life with Music : Mozart
- 1987 : A Killing on the Exchange : Rupert Tyndall
- 1987 : Boogie Outlaws : Flash
- 1987 / 1989 : Bergerac : John Logan / David Mason
- 1988 : Rockliffe's Babies : DC Hirst
- 1989 : Shadow of the Noose : Alfred Harmsworth
- 1991 : Zorro : Joaquin Correna
- 1991 : Van der Valk : Toon Rosendaal
- 1992 : Boon : Vince
- 1992 : The Secret Agent : Ossipon
- 1992 / 1995 - 1996 / 2001 / 2008 / 2010 : The Bill : Don Sutton / Tony Ryder / Simon Griffin / Andy Burton / Peter Williams / Ken
- 1993 : Taggart : Joseph Durant
- 1993 : Mr. Wroe's Virgins : Doherty
- 1994 / 2006 : Heartbeat : Darcy Jacobs / Dennis Ashton
- 1995 : Wycliffe : Joe Penrose
- 1995 : Correlli : Officier "Spoons" Morton
- 1995 : Le Club des Cinq (The Famous Five) : Floogie
- 1995 - 1996 : Band of Gold : DCI Newall
- 1996 : Casualty : DI Logan
- 1996 : Our Friends in the North : Chef John Salway
- 1996 : Testament: The Bible in Animation : Elijah (voix)
- 1996 : The Prince and the Pauper : Un officier
- 1997 : Kavanagh : Ron Babb
- 1998 : Real Women : Max
- 1998 : Our Mutual Friend : Gafer Hexam
- 1998 : Amongst Women : Jack Simpson
- 1999 : Cléopâtre (Cleopatra) : Casca
- 2000 : The Vice : Harrison
- 2000 : Love, Stock... : Two Slips
- 2001 / 2005 : Holby City : DI Harry Chambers / Larry O'Connor
- 2002 : La Dynastie des Forsyte (The Forsyte Saga) : Polteed
- 2003 : En immersion (In Deep) : Vincent Hunter
- 2003 : 40 : Brenman
- 2003 - 2004 : Blue Murder : DCS James Hackett
- 2004 : Femmes de footballeurs (Footballers' Wives) : Graham
- 2005 : Beethoven : Johann van Beethoven
- 2005 : Julian Fellowes Investigates: A Most Mysterious Murder : George Harry Storrs
- 2006 : Goldplated : John White
- 2006 - 2007 : The Street : John Roberts
- 2008 - 2009 : Meurtres en sommeil (Waking the Dead) : Michael Kelleher
- 2009 : Merlin : Roi Alined
- 2009 : Tueur d'État (The Fixer) : Sean O'Driscoll
- 2009 : The Take : Siddy
- 2011 : The Shadow Line : Sergent Foley
- 2011 : Land Girls : Vernon Storey
- 2011 : Injustice : ACC Stephen Packard
- 2013 : Shameless : Louis
- 2013 - 2015 : Da Vinci's Demons : Piero da Vinci
- 2014 : The Great Fire : Duc d'Hanford
- 2015 : Flics toujours (New Tricks) : Walt Fontaine
- 2015 : Doctor Who : Odin
- 2015 : Safe House : Eddie Reynolds
- 2016 : Father Brown : Vivian Wolsey
- 2016 : Undercover : Alex Brady
- 2016 : Rovers : Roger Small
- 2016 : The Coroner : Ben Arnold
- 2017 : The Last Kingdom : Abbot Eadred
- 2018 : Press : Chris Cartwright
- 2019 - 2020 : Les Aventures de Paddington (The Adventures of Paddington) : Mr Gruber (voix)
- 2020 : Shakespeare and Hathaway: Private Investigators : Tony King
- 2021 : Unforgotten : Clive Walsh
- 2024 : Hotel Portofino : George Livesey

#### Téléfilms
- 1982 : Praying Mantis de Jack Gold : Le serveur
- 1989 : Somewhere to Run de Carol Wiseman : Le DJ de Manchester
- 1990 : Jekyll et Hyde (Jekyll & Hyde) de David Wickes : Snape
- 1999 : Mary, Mother of Jesus de Kevin Connor : Micah
- 1999 : Jeanne d'Arc (Joan of Arc) de Christian Duguay : Glasdale
- 1999 : Junk de Marcus D.F. White : Mr Borgan
- 2003 : L'incroyable Mme Ritchie (The Incredible Mrs. Ritchie) de Paul Johansson : Sonny
- 2006 : La Malédiction du pharaon (The Curse of King Tut's Tomb) de Russell Mulcahy : Harry Axelrod
- 2009 : Foudre mortelle (Lightning Strikes) de Gary Jones : Donovan
- 2011 : Supert Tanker de Jeffery Scott Lando : L'amiral